# 叙梅讷
叙梅讷（法語：Sumène，法語發音：[symɛn]）是法国加尔省的一个市镇，属于勒维冈区。

## 地理
叙梅讷（43°58'51"N, 3°42'56"E）面积36.59 平方千米，位于法国奧克西塔尼大區加尔省，该省份为法国南部沿海省份，南端濒地中海，北起顺时针与阿尔代什省、沃克吕兹省、罗讷河口省、埃罗省、阿韦龙省和洛泽尔省接壤。
与叙梅讷接壤的市镇（或旧市镇、城区）包括：冈日、拉卡迪耶尔和康博、罗克迪尔、圣安德烈-德马让库勒、圣于连德拉内夫、圣马夏尔、圣罗芒德科迪耶尔、穆莱斯和博塞勒。

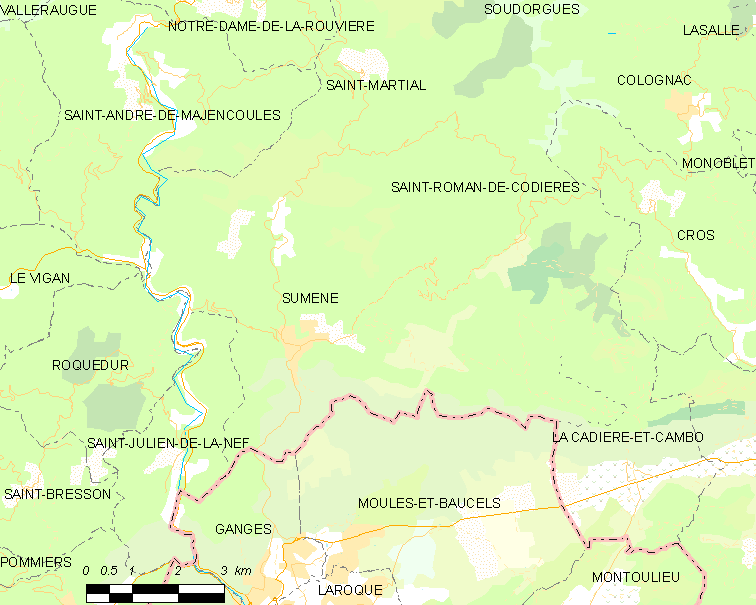
叙梅讷的OSM定位图

叙梅讷的时区为UTC+01:00、UTC+02:00（夏令时）。

## 行政
叙梅讷的邮政编码为30440，INSEE市镇编码为30325。

## 政治
叙梅讷所属的省级选区为勒维冈县。

## 人口

1962-2008年间叙梅讷人口变化图示

叙梅讷于2022年1月1日时的人口数量为1239人。